# Man Must Die
Man Must Die ist eine Technical-Death-Metal-Band aus Glasgow, Schottland, die im Jahre 2002 gegründet wurde.

## Geschichte
Im Oktober 2002 wurde die Band von Sänger Joe McGlynn, Gitarrist Alan McFarland, Bassist Danny McNab und Schlagzeuger John Lee gegründet. Nach wenigen Monaten wurde das Demo The Season of Evil im Jahre 2003 veröffentlicht. Das Demo wurde an verschiedene Labels geschickt, bis es schließlich zu einem Vertrag bei Retribute Records kam. Im Jahre 2004 spielte die Band auf verschiedenen Festivals, so auch auf dem Maryland Deathfest.
Das erste Album ...Start Killing wurde unter der Leitung von Kataklysm-Gitarrist JF Dagenais (Misery Index, Despised Icon) im Studio eingespielt. Das Album erschien im Mai 2004.
Die Veröffentlichung erregte die Aufmerksamkeit von Relapse Records, sodass die Band als erste britische Band unter Vertrag genommen wurde. Das Album The Human Condition wurde in Kanada im Studio von JF Dagenais aufgenommen und im Sommer 2007 veröffentlicht.
Nach der Veröffentlichung begab sich Man Must Die mit Bands wie Beneath the Massacre, Aborted, Kataklysm und Misery Index auf Tour.
Im Sommer 2008 stieg Schlagzeuger John Lee bei der Band aus und wurde durch Matt Holland ersetzt. Ende 2008 wurde das Album No Tolerance for Imperfection aufgenommen und schließlich Anfang August 2009 veröffentlicht.

## Stil
Stilistisch prägend ist für die Band die technisch anspruchsvolle Spielweise und Mischung aus Aggressivität und Melodik. Klanglich erinnern die Werke von Man Must Die an Bands wie All Shall Perish und Neuraxis.

## Diskografie
Alben
- 2004: ...Start Killing (Retribute Records)
- 2007: The Human Condition (Relapse Records)
- 2009: No Tolerance for Imperfection (Relapse Records)
- 2013: Peace Was Never an Option (Lifeforce Records)
- 2023: The Pain Behind it All  (Distortion Music Group)

Demo
- 2003: The Season of Evil